# Charles Sérurier
Pour les articles homonymes, voir Serrurier (homonymie).
Charles Sérurier, né le 14 août 1818 à Issy et mort le 10 avril 1887 à Paris, est un haut fonctionnaire français.

## Biographie
Issu d'une famille originaire du Soissonnais, Charles Maurice François Serurier est le fils de Louise-Félicité-Marguerite Pageot et de Louis-Barbe-Charles Sérurier. Ce dernier est notamment connu comme diplomate, profession également pratiquée par son fils aîné Georges (1816-1866). Le grand-père paternel de Georges et de Charles, Louis-Nicolas-Clair Serurier, est l'arrière-petit-cousin germain du célèbre maréchal Sérurier.
Nommé pair de France en 1837, le père de Charles reçoit le titre de comte héréditaire par lettres patentes du roi Louis-Philippe en date du 20 juillet 1841. Charles sera ainsi également connu en tant que « comte Sérurier » après la mort de son père et celle de son frère aîné.
Auditeur au Conseil d’État de 1840 à 1847, Charles Sérurier est nommé préfet de la Haute-Loire le 21 novembre 1848. Il reste à ce poste pendant près d'un an avant d'être remplacé par Émile Dubois le 20 novembre 1849.
Membre fondateur de la Société de secours aux blessés militaires (future Croix-Rouge française), Sérurier organise une exposition internationale de matériel sanitaire ainsi qu'une conférence réunissant les représentants des différentes sociétés nationales de la Croix-Rouge à Paris en 1867. Délégué de cette organisation auprès des ministères de la Guerre et de la Marine pendant la guerre franco-allemande de 1870, il organise efficacement plusieurs ambulances, ce qui lui vaut d'être promu officier de la Légion d'honneur l'année suivante. Il est également membre de plusieurs autres œuvres de bienfaisance telles que la Société de Saint-Vincent-de-Paul et la Société des ateliers d'aveugles.
Le comte Sérurier meurt le 10 avril 1887 en son domicile du no 168 de la rue du Faubourg-Saint-Honoré. Sa veuve, Amélie-Angèle, née Pellerin, meurt dix ans plus tard dans l'incendie du bazar de la Charité.